# Феденко Богдан Панасович
Богдан Феденко (*29 березня 1924, Прага — 1989) — український політичний діяч, письменник, публіцист, історик.
Син Панаса Феденка.

## З біографії
Народ. 29 березня 1924 р. у  Празі (Чехословаччина). Закінчив німецьку гімназію у  Празі (1943). Навчався в  Карловому університеті (1943—1944).
У повоєнний час закінчив університет в Ерлангені (Німеччина) (1948). Захистив дисертацію «Погляди М. Драгоманова на національне питання на Сході Європи та його розв'язання» й отримав ступінь доктора філософії. У 1953—1956 рр. навчався у  Сорбонні (Париж). Захистив ще одну дисертацію в  Українському Вільному Університеті (УВУ) і в 1970 році. Доцент УВУ (з 1980). Видавець і редактор профспілкового місячника «Вільний Робітник» у Парижі (1952—1963).
Від 1952 мешкав в Парижі. Був членом Ради  Української Бібліотеки ім. С. Петлюри в Парижі. Ця ж Рада на своєму засіданні 23 липня 1959 року ухвалила усунути Богдана Феденка зі складу Ради Бібліотеки за протизаконне присвоєння майна Бібліотеки. Член ЦК  Української соціалістичної партії, делегат від неї на конгресах Соціалістичного інтернаціоналу; член міжнародного Центру вільних профспілкових діячів на чужині. У жовтні 1967 за "грубе порушення партійного статуту та елементарних засад демократії" та махінації з партійною касою ухвалою ЦК УСП був звільнений (разом із його батьком  Панасом Феденком) від усіх займаних постів в ЦК УСП, у 1969 за розкольницьку та наклепницьку діяльність серед української еміграції разом із  Панасом Феденком повністю усунений з УСП. Відзначився підтримкою наклепницької антиукраїнської кампанії, розв'язаної сіоністськими колами, які звинувачували весь український визвольний рух від 17-го по 20-те століття та його провідників - від  Б. Хмельницького та  С. Петлюри до  С. Бандери і  М. Лебедя, -  в природженому антисемітизмі. Див. пасквіль А. Гольдштайна "The Attitude of the Recent Russian Emigres Toward the Jewish Question IV, The Ukrainians, by Arnold Goldstein".
Феденко Богдан Панасович помер на поч. 1990-х років.

## Творчість
Феденко — автор історичних довідок, зокрема про Михайла Драгоманова, з найновішої історії: 
- «300-ліття Переяславського Договору і совєтська пропаганда» (1958),
- «Україна після смерти Сталіна» (1953),
- автор роману французькою мовою «Taormina» (1969): Теодор Денк (Théodore Denk) «Таорміна». Київ: журнал Всесвіт, № 3-4, 1995 р. Пер. Ярослав Коваль.
- „Естетичні й суспільні ідеї в сучасній українській літературі”,
- „Від Сталіна до Хрущова”,
- „Колоніалізм” та ін.